# کلاغ پر (فیلم)
کلاغ پر نام فیلمی ایرانی به کارگردانی شهرام شاه‌حسینی است که در سال ۱۳۸۶ به نمایش درآمد.
این فیلم برداشتی از فیلم معتاد عشق است.

## چکیده داستان
رضا (محمدرضا گلزار) پس از دو سال نامزدی با رویا (بهنوش طباطبایی) و پس از چندی بیکاری، در روزنامه‌ای کار پیدا می‌کند و با شادمانی با رویا تماس می‌گیرد تا قرار عروسی را بگذارند، ولی رویا با او برخورد سردی می‌کند، چون به پیشنهاد مادرش(مریم سعادت) با جوانی پولدار به نام مسعود (حسام نواب صفوی) که در دنیای مد کار می‌کند نامزد کرده و می‌خواهد با او به شمال برود...